# Lomitas
Lomitas (* 31. Januar 1988; † 30. August 2010)  war ein Englisches Vollblutpferd. Der Fuchshengst wurde auf dem Northmore-Gestüt bei Newmarket von Niniski aus der La Colorada gezogen.

## Abstammung
Lomitas’ Mutter La Colorada stammte aus der bedeutendsten Fährhofer Stutenlinie, der Familie der Love In. Neben Lomitas stammen aus dieser Linie unter anderem die Derby-Sieger Lagunas und Lavirco und der Meiler Lirung. Bereits mit Lagunas hatte Walther J. Jacobs erfolgreich versucht, die Linie des Stempelhengstes Northern Dancer über dessen besten Sohn, den englischen Triple-Crown-Sieger Nijinsky II, in die Familie der Love In einzukreuzen. Statt Ile de Bourbon wurde allerdings diesmal dessen anderer Sohn Niniski, ein Extrem-Steher, als Deckhengst gewählt und statt Literat war dessen Sohn Surumu der Stutenvater.

## Rennlaufbahn
Als Dreijähriger nahm Lomitas erfolgreich am Busch-Memorial teil.
Beim Mehl-Mülhens-Rennen machte er wieder Schwierigkeiten und wurde vom Start verwiesen. Um ein ähnliches Ärgernis beim Deutschen Derby zu vermeiden, verpflichtete Walther J. Jacobs den Pferdeflüsterer Monty Roberts, der die Probleme mit der Startmaschine erfolgreich behob. Lomitas war daraufhin der klare Favorit für das Derby 1991. Nach einem klaren Sieg beim Großen Preis von Berlin 1991 schlug er die Konkurrenz beim Großen Preis von Baden und beim Preis von Europa mit sieben bzw. acht Längen Vorsprung. Diese Leistungen brachten ihm einen Generalausgleich von 105,5 kg ein, eine Marke, die danach nur noch von dem Monsun-Sohn Manduro übertroffen wurde. Auf der europäischen Rangliste der besten Dreijährigen belegte Lomitas den 3. Platz. Später wurde er von den Sportschau-Zuschauern auch zum Galopper des Jahres 1991 gewählt.
Auch als Vierjähriger knüpfte Lomitas zunächst nahtlos an diese Erfolge mit einem Sieg beim Gerling-Preis an, um dann beim Großen Preis der Wirtschaft in Baden-Baden erstmals klar gegen ein anderes Pferd, Hondo Mondo, zu verlieren. Beim Hansa-Preis in Hamburg-Horn rehabilitierte er sich aber wieder mit einem Vierlängen-Sieg. Dann aber lief er beim Deutschland-Preis in Düsseldorf auf einem zunächst unerklärlichen vorletzten Platz ein. Dem vorausgegangen war ein Erpressungsversuch, bei dem dem Besitzer von Lomitas, Walther J. Jacobs, mit der Vergiftung des Pferdes gedroht wurde. Am Tag nach der Niederlage ging dann ein Schreiben der Erpresser ein, dass man an Lomitas ein Exempel statuiert habe. Blutuntersuchungen bestätigten diese Behauptung. Lomitas verschwand daraufhin spurlos und wurde über England an einen geheimen Ort in den USA verbracht, wo er sich von der schweren Vergiftung erholte. Er sollte jedoch niemals mehr annähernd seine alte Klasse erreichen. Nach einigen schwächeren Rennen in den USA beendete er schließlich seine Rennlaufbahn und bezog die Beschälerbox auf seinem Heimatgestüt.

## Zuchtlaufbahn
Aus seinem ersten Jahrgang, der 1996 zur Welt kam, qualifizierten sich fünf seiner Söhne für das Derby 1999, das sein Sohn Belenus in einer bis heute gültigen Rekordzeit gewann. Demselben Jahrgang gehörte auch der Mehl-Mülhens-Sieger und vierfache Gruppe-I-Zweite Sumitas und sein bester Sohn Silvano an, der in Hong-Kong, Singapur und den USA jeweils ein Gruppe-I-Rennen gewann. Viele weitere gute Nachkommen führten dazu, dass Scheich Muhammad Al Maktum einen Anteil an ihm erwarb und ihn für einige Jahre in seinem Darley-Gestüt in Newmarket (Suffolk) aufstellte. Im Juli 2006 kehrte er in sein Heimatgestüt in Sottrum zurück.
Aus dem Jahrgang 2008 platzierten sich zehn seiner Nachkommen in Blacktype- oder Auktionsrennen.
Der bereits 2006 vom Gestüt Fährhof gezogene Wallach Sanagas hatte einen Gruppe-I-Sieg in den USA.
Sein erfolgreichster Nachkomme war die „Wunderstute“ Danedream, die während ihrer Rennlaufbahn über 3,76 Millionen Euro gewann. 2011 gewann sie als zweites deutsches Pferd überhaupt den Prix de l'Arc de Triomphe, das wohl wichtigste Rennen der Welt, in Rekordzeit gegen zahlreiche internationale Klassepferde, und konnte ein Jahr später als erstes deutsches Pferd die King George VI and Queen Elizabeth Stakes gewinnen. 2011 wurde er auch Champion der Vaterpferde in Frankreich.
Lomitas erlebte diese Erfolge nicht mehr. Er musste am 30. August 2010 nach einer Kolik-Notoperation eingeschläfert werden.
Trotz eines Novellists und eines Protectionists bezeichnete sein Trainer Andreas Wöhler Lomitas als das beste Pferd seiner Karriere.